# Luca Mattioni

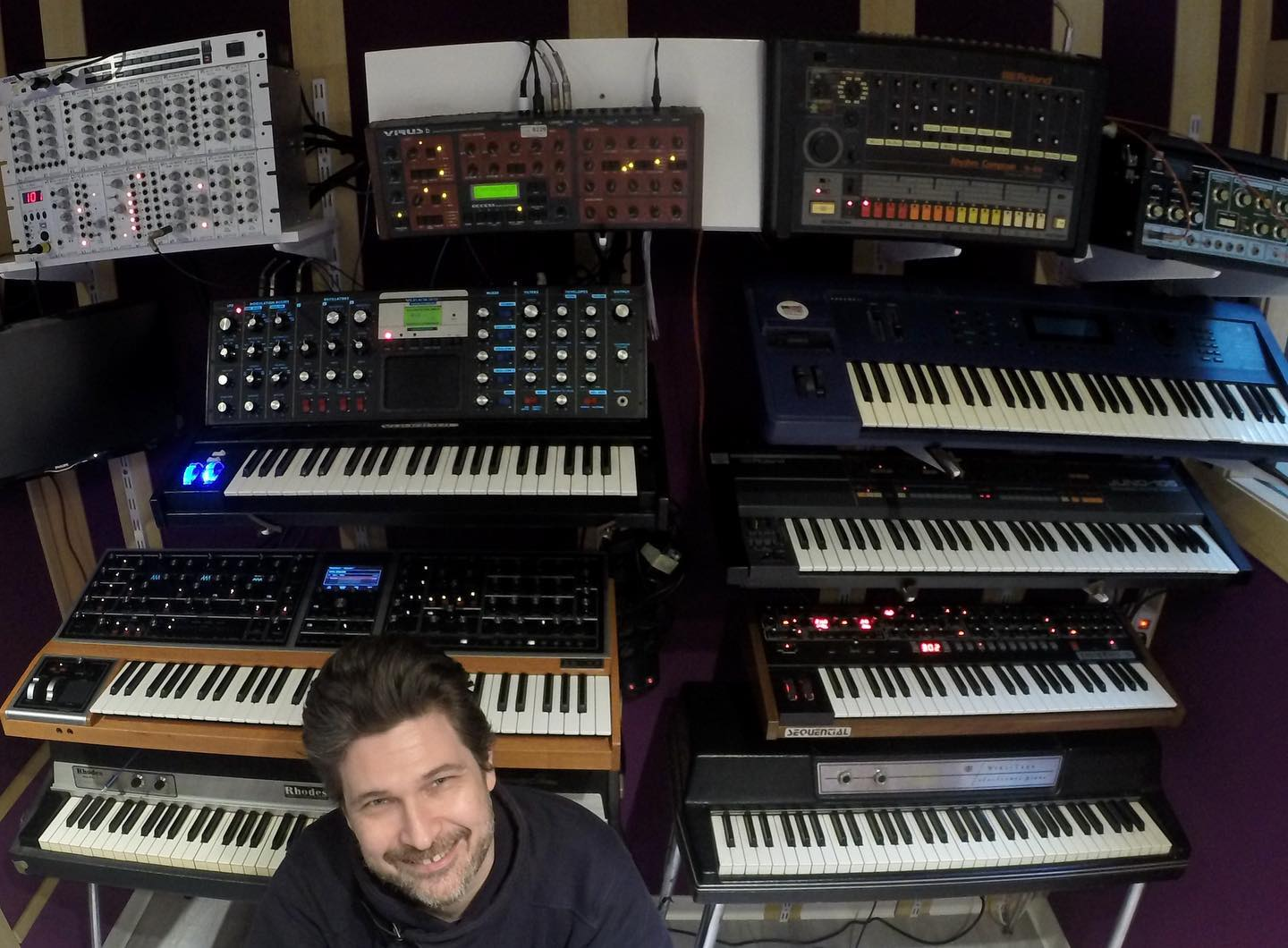

Luca Mattioni (Milano, 23 ottobre 1973) è un produttore discografico, arrangiatore e tastierista italiano.

## Biografia
Ha iniziato la sua carriera di pianista e tastierista a metà anni novanta nei locali jazz di Milano insieme a Alex Baroni e nel quartetto del jazzista Gigi Cifarelli.
Nei primi anni 2000 si trasferisce a Londra dove inizia a lavorare come programmatore e produttore di electro pop ai Metropolis Studios e al PWL Studio.
Nella sua carriera ha ottenuto numerose certificazioni per dischi di platino e d'oro.
Nel 2015 ha prodotto e arrangiato l'album Adesso dell'artista salentina Emma (doppio platino per oltre 120 000 copie vendute) contenente i singoli Arriverà l'amore e Occhi profondi, quest'ultimo registrato e mixato agli Abbey Road Studios, entrambi i brani sono stati certificati doppi dischi di Platino. Per la stessa artista è stato direttore musicale e tastierista dell Adesso tour, che è stato premiato nella categoria Premio Tour Platino ai Wind Music Award 2016.
Nel 2016 ha prodotto e arrangiato l'album "Un'altra vita" di Elodie contenente il singolo omonimo . Entrambi sono stati certificati dischi d'Oro. Nello stesso album appare anche come autore e produttore del brano "Amore Avrai" presentato nella finale Amici 2016 che ha permesso a Elodie di vincere il premio Premio di puntata - Canzone dell'estate durante la seconda puntata del Summer Festival.
In quello stesso anno ha curato tutta la parte musicale della squadra bianchi del programma Amici di Maria de Filippi e ha prodotto il brano Finalmente Piove scritto da Fabrizio Moro per Valerio Scanu ottenendo il riconoscimento di disco di Platino e presentato al Festival di Saremo 2016 dove ha arrangiato anche il brano Io vivrò (senza te) di Battisti-Mogol, classificandosi secondo al premio "Miglior Cover".
Sempre nel 2016 ha prodotto e arrangiato con Emma l'album Nottetempo di Antonino Spadaccino e, per Loredana Bertè, il brano Il mio funerale contenuto nell'album Amici non ne ho... ma amiche sì!.
Nel 2017 ha prodotto e arrangiato l'album Tutta colpa mia di Elodie contenente l'omonimo singolo in gara a Sanremo 2017 per il quale ha curato la direzione artistica e l'orchestrazione vincendo il disco d'oro.
Nel 2018 ha prodotto e arrangiato Essere qui, quinto album di studio di Emma conseguendo la certificazione di disco di Platino e contenente il singolo Mi parli piano certificato oro. 
È stato inoltre direttore musicale, pianista e tastierista dei due tour successivi nei quali ha formato la band con Paul Turner (bassista), Derrick Mckenzie, Giorgio Secco, Andrea Montalbano e Roberto Angelini
Ha registrato e mixato inoltre il singolo Love Is Madness dei 30 Seconds to Mars feat. Emma, uscito nel febbraio 2019.
Nel 2019 ha prodotto e arrangiato i brani L'oro del mondo,  Resta per sempre e Il mondo tranne te di Ermal Meta per il vincitore di Amici Alberto Urso contenuti nell'album Il sole ad est che ha debuttato secondo nella classifica Fimi.
Nel 2019 ha prodotto e arrangiato parte dell'album Fortuna di Emma che ha debuttato al primo posto della classifica Fimi.
Nel 2019 ha prodotto e arrangiato l'album Vite private di Marianne Mirage anticipato dal singolo L'amore è finito per cui è stato realizzato un corto con l'attore Marco Giallini presentato al Festival di Venezia 2019.
Nel 2019 e 2020 ha partecipato come pianista e tastierista negli album di Francesco Guccini Note di viaggio - Capitolo 1: venite avanti...  e Note di viaggio - Capitolo 2: non vi succederà niente
Nel 2021 ha collaborato con Mauro Pagani alla realizzazione della colonna sonora del docufilm Una Squadra (Fandango) 
Altri artisti con cui ha collaborato come produttore musicista e autore sono Mondo Marcio, Paolo Meneguzzi (3 dischi di platino per le oltre 250 000 copie vendute di Lei è), Gemelli DiVersi, Renato Zero, Michele Zarrillo, Two Lines, Go west, Jasmine, Xfactor, Paolo Brera, Cristina D'Avena (album Duets disco di platino) 